# Plotnîkove, Putîvl
Plotnîkove (în ucraineană Плотникове) este un sat în comuna Ciornobrîvkîne din raionul Putîvl, regiunea Sumî, Ucraina.

## Demografie
Componența lingvistică a localității Plotnîkove
     Ucraineană (80%)
     Rusă (20%)
Conform recensământului din 2001, majoritatea populației localității Plotnîkove era vorbitoare de ucraineană (80%), existând în minoritate și vorbitori de rusă (20%).